# Droga wojewódzka 816
Die Droga wojewódzka 816 (DW 816) ist eine 166 Kilometer lange Droga wojewódzka (Woiwodschaftsstraße) in der polnischen Woiwodschaft Lublin, die Terespol mit Zosin verbindet. Die Strecke liegt im Powiat Bialski, im Powiat Włodawski, im Powiat Chełmski und im Powiat Hrubieszowski.

## Streckenverlauf
Woiwodschaft Lublin, Powiat Bialski
-  Terespol (DK 2, DW 698)
- Lebiedziew
- Dobratycze
- Okczyn
- Kodeń
- Liszna
-  Sławatycze (Schlawatitz, Neudorf-Neubruch am Bug, Mościce) (DK 63)

Woiwodschaft Lublin, Powiat Włodawski
- Kuzawka
- Hanna
- Dołhobrody
- Szuminka
- Suszno
-  Włodawa (DK 82, DW 812, DW 818)
- Orchówek
- Sobibór
- Zbereże
- Stulno
- Bytyń
-  Wola Uhruska (DW 819)
- Uhrusk
- Siedliszcze

Woiwodschaft Lublin, Powiat Chełmski
- Świerże
- Zamieście
-  Dorohusk (DK 12)
- Turka
- Mościska
- Uchańka
- Dubienka
- Skryhiczyn
- Matcze

Woiwodschaft Lublin, Powiat Hrubieszowski
- Bereżnica
- Horodło
- Janki Dolne
- Łuszków
-  Zosin (DK 74)